# Duathlon aux Jeux mondiaux de 2013
Navigation
Birmingham 2022
Les épreuves de duathlon des Jeux mondiaux de 2013 ont lieu les 26 et 27 juillet 2013 à Cali.
C'est la première apparition de la discipline aux jeux mondiaux, choisie comme événement additionnel par le comité d'organisation. Cependant le triathlon a été une épreuve de démonstration en 1989 et une épreuve officielle en 1993, avant son intégration au programme olympique en 2000.

## Organisation
La compétition individuelle s'établit sur la distance standard (course de 10 km, vélo de 37 km, course de 5 km).

### Participants
| Hommes | Femmes |
| --- | --- |
| - Jorge Enrique Calvo - Oscar Galíndez - Eduardo Jose Mansilla - Juan Sebastian Saco - Antoine Duvivier (es) - Rob Woestenborghs - Edsson Huanca - Ernani de Souza - Thiago Mattar Assad - Andre Oliveira Dos Santos - Kevin Johnathan Smith - Jonathan Alzate Ramirez - Oscar Ivan Lopez Piedrahita - Hernan Dario Rubiano Valero - Kevin Javier Ruiz Cortes - Franklin Roberto Saenz Gordillo - Martin Debnar - Sergio Lorenzo Prieto (es) - Emilio Martín - Roger Roca Dalmau - Benjamin Choquert - Benoît Nicolas - Oliver Mott - David Roper - Philip Wylie (duatleta) (es) - Salman Teymouri - James Speight - Yuya Fukaura - Morimichi Iihoshi - Kohei Kawamura - Tadashi Mori - Fumiya Tanaka - Nico Klasen - Jose Luis Cordova Perez - Edgar Eduardo Espinosa Flores - Thomas Bruins (en) - Cornelius Jan Jaap de Wit - Wim Nieuwkerk (nl) - Gerben Schereurs - Caimin Tom Stevens - Armand van der Smissen (nl) - Rodrigo Napoleon Medranos Cardenas - Carlo Jose Pedregosa - Sergio Manuel Rodrigues da Silva - David Rosa Fonseca - Ilya Mazhukhin - Sergey Yakovlev - Patrick Laurence Parish - Erick Israel Peña Ruiz - Yohann Miguel Valencia Rodriguez - Darwin Jesus Villalta Mercado - Eduar Alexander Villalta Mercado | - Jenny Schulz - Lucia Beatriz Moyano - Leila Liana Anchieta Rocha - Monica Yuliana Calderon Martinez - Liliana Moreno - Lina Maria Raga Prieto - Mirtha Lucia Realpe Palacios - Sabrina Godard-Monmarteau - Sandra Levenez - Gillian Mary Palmer - Victoria Yasmine Vides De Leon - Mandana Dehghan (en) - Roghayeh Sharifi - Eri Miyazawa - Airi Sawada - Ai Ueda - Maria Eugenia Barrera Anduaga - Stephanie Bouma - Mirasol Abad - Cristiana Dos Santos Valente - Evgeniya Sukhoruchenkova - Petra Fasungova - Wei-Chen Chien - Joselyn Brea - Fiama Del Valle Rodriguez Rodriguez - Sandra Yaneth Sarmiento Jimenez - Karla Yusmeily Urbina Rojas |

## Podium
| Épreuves | Or                                         | Argent                                | Bronze                                |
| -------- | ------------------------------------------ | ------------------------------------- | ------------------------------------- |
| Homme    | Belgique Rob Woestenborghs 1 h 43 min 39 s | Espagne Emilio Martín 1 h 44 min 23 s | France Benoît Nicolas 1 h 45 min 46 s |
| Femme    | Japon Ai Ueda 1 h 57 min 59 s              | France Sandra Levenez 1 h 58 min 59 s | Allemagne Jenny Schulz 2 h 1 min 4 s  |

## Tableau des médailles
| Rang  | Nation    | Or | Argent | Bronze | Total |
| ----- | --------- | -- | ------ | ------ | ----- |
| 1     | Belgique  | 1  | 0      | 0      | 1     |
| 1     | Japon     | 1  | 0      | 0      | 1     |
| 3     | France    | 0  | 1      | 1      | 2     |
| 4     | Espagne   | 0  | 1      | 0      | 1     |
| 5     | Allemagne | 0  | 0      | 1      | 1     |
| Total | Total     | 2  | 2      | 2      | 6     |